# Alessandro Mari
Alessandro Mari (1650 - 1707) foi um pintor italiano do período barroco.